# Alcea semnanica
Alcea semnanica là một loài thực vật có hoa trong họ Cẩm quỳ. Loài này được Pakravan mô tả khoa học đầu tiên năm 2006.